# Beryl Markham
Beryl Markham (Condado de Rutland, 26 de octubre de 1902 –Nairobi,  3 de agosto de 1986) fue una aviadora, aventurera y entrenadora de caballos keniana nacida en el Reino Unido. Fue la primera persona que cruzó sola el océano Atlántico de este a oeste y se la recuerda principalmente por haber escrito el libro de memorias West with the Night.

## Trayectoria

### Primeros años
Markham nació como Beryl Clutterbuck en Ashwell, condado de Rutland, Inglaterra, hija de Charles Baldwin Clutterbuck y Clara Agnes (Alexander) Clutterbuck (1878–1934). Tenía un hermano mayor, Richard Alexander Clutterbuck (1900–1942). Cuando Beryl tenía cuatro años de edad, la familia se mudó a Kenia, que en ese momento pertenecía a África Oriental Británica; compraron una granja en Njoro, cerca de Great Rift Valley. Aunque a su madre le desagradaba el aislamiento y finalmente regresó a Inglaterra, Beryl permaneció en Kenia con su padre y tuvo una infancia atípica, durante la cual jugó y cazó animales con los nativos. En la granja familiar desarrolló cariño por los caballos y aprendió mucho sobre ellos. Ya de adolescente, se convirtió en la primera entrenadora de caballos mujer con licencia del país.
Markham, de carácter impetuoso, era muy poco conformista, incluso en la colonia conocida por sus variadas excentricidades. Durante su vida se casó en tres ocasiones y tuvo un romance clandestino con Enrique de Gloucester, el hijo de Jorge V del Reino Unido. Los Windsor cortaron el romance al poco tiempo; más tarde, Hubert Broad también tuvo una aventura con Beryl y se lo consideró la causa de su divorcio de Mansfield Markham. Después de cruzar el Atlántico, regresó con Broad. Este también la influenció muchísimo en su carrera como piloto de aviación. 
Trabó amistad con la escritora danesa Karen Blixen durante los años en que Blixen manejaba la granja de café de su familia en las colinas Ngong, a las afueras de Nairobi. Cuando la relación amorosa de Blixen con el cazador y piloto Denys Finch Hatton comenzó a debilitarse, Markham empezó una relación clandestina con él. Hatton la invitó a un viaje que sería el vuelo que acabaría con su vida, pero Markham rechazó la invitación por una premonición de su instructor de vuelo, Tom Campbell Black. Sara Wheeler, en su biografía de Finch Hatton, señala que cree que Markham estaba embarazada de Hatton al momento de su accidente fatal. 
Inspirada por el piloto británico Tom Campbell Black, con quien también tuvo un romance de larga duración, comenzó a tomar clases de vuelo. Durante un tiempo trabajó como piloto en operaciones llevadas a cabo en lugares remotos, donde cazaba animales desde el aire y marcaba la ubicación de los safaris sobre el suelo.

### Vuelo a través del Atlántico
A Markham se la describe a menudo como "la primera persona" que voló a través del Atlántico de este a oeste en un vuelo solitario sin escalas, pero el récord le pertenece en realidad al piloto escocés Jim Mollison, quien trató de volar desde Dublín, Irlanda hasta la ciudad de Nueva York en 1932. La baja visibilidad lo obligó a descender en Nuevo Brunswick, Canadá, pero de todas formas pudo establecer el récord de haber cruzado el Atlántico de este a oeste (un vuelo en esa dirección requiere un avión más preparado, con más combustible, y lleva más tiempo que el viaje al revés, porque la nave debe volar con los vientos preponderantes del océano).
Cuando Markham decidió realizar el viaje, ningún piloto había volado sin escalas desde Europa a Nueva York, y ninguna mujer había hecho el vuelo en esa dirección, aunque varias habían perecido en el intento. Markham esperaba obtener ambos récords. El 4 de septiembre de 1936, despegó desde Abingdon-on-Thames, Inglaterra; después de un vuelo de veinte horas, su Vega Gull, The Messenger, sufrió problemas con el combustible debido al congelamiento de los tanques y se estrelló en Baleine Cove, Nueva Escocia, Canadá. De esta forma, su vuelo fue muy similar en longitud al de Mollison. Pese a que no cumplió su objetivo original, Markham se convirtió en la primera mujer en cruzar el Atlántico sola de este a oeste, y en la primera persona en volar de Inglaterra a Norteamérica sin escalas. A partir de ese momento, se la considera una pionera de la aviación.
Markham narró sus aventuras en su libro de memorias, West with the Night, publicado en 1942. Pese a las fuertes críticas de la prensa, el libro se vendió bastante bien y luego fue retirado de la imprenta. Después de haber vivido en los Estados Unidos durante muchos años, Markham se mudó a Kenia en 1952 y se convirtió, por un tiempo, en la entrenadora de caballos más exitosa del país.

### Redescubrimiento
Las memorias de Markham permanecieron en la oscuridad hasta 1982, cuando el restaurantero de California George Gutekunst leyó una carta de Ernest Hemingway en la que elogiaba de manera lasciva el estilo literario de Markham y atacaba a su personaje:

"¿Leíste el libro de Beryl Markham, West With The Night? ...Ha escrito tan bien, tan maravillosamente bien, que me siento totalmente avergonzado de mí como escritor. Siento que no fui más que un carpintero con las palabras, que recogía cualquier cosa que sirviera para el trabajo y la ensamblaba junto con las demás para llegar a hacer un bolígrafo mediocre. Pero esta chica, quien en mi opinión es muy antipática e incluso diría que es una zorra de gran nivel, puede hacer círculos alrededor de los que nos consideramos escritores... Es en realidad un libro condenadamente maravilloso."

Intrigado, Gutekunst leyó West with the Night y se enamoró tan profundamente de la prosa de Markham que ayudó a persuadir a una editorial de California, North Point Press, para que republicara el libro en 1983. El relazamiento del libro fue un destacado capítulo final en la vida de la octogenaria Markham, quien fue considerada una gran escritora y aviadora durante los tres últimos años de su vida. Cuando Barry Shlachter, el corresponsal de Associated Press de África Oriental, la encontró en Kenia, Markham estaba viviendo en la pobreza y había sido muy golpeada por un ladrón en su casa cerca del hipódromo de Nairobi, donde todavía entrenaba caballos pura sangre.
La nueva publicación de West with the Night le dio suficientes ingresos como para que terminara su vida libre de apuros económicos. En los años anteriores, un círculo de amigos y dueños de caballos de carrera la habían ayudado a sobrellevar su vejez. El libro se convirtió en un sorprendente superventas, promocionado mediante un documental público de televisión sobre la vida de Markham, World Without Walls: Beryl Markham's African Memoir, producido por Gutekunst, Shlachter, Joan Saffa, Stephen Talbot y Judy Flannery en colaboración con KQED-TV en San Francisco y dirigido por Andrew Maxwell-Hyslop. La actriz británica Diana Quick realizó la voz de Markham en las lecturas de sus memorias, Shlachter condujo las entrevistas y Streiker las filmó.
Markham falleció en Nairobi en 1986. Sus historias cortas fueron compiladas de manera póstuma en The Splendid Outcast, con una introducción de Mary S. Lovell. Se extrajo una historia de West With The Night, ilustrada por Don Brown, para un libro infantil, The Good Lion. En 1988, CBS emitió la miniserie biográfica Beryl Markham: A Shadow on the Sun, con Stefanie Powers como la protagonista.

### Controversia por la autoría de su libro
A lo largo del tiempo, se han despertado sospechas sobre la posibilidad de que Markham no fuera la verdadera (o la única) autora de West with the Night, ya que nunca publicó otro libro de una longitud, temática o belleza similar. Su estilo literario ha sido comparado con el de otro escritor de su misma época, Thomas Barker, de quien se rumoreaba que era su amante. Las demás publicaciones que vieron la luz durante el resto de su vida fueron unas pocas historias cortas. 
Según la biografía The Lives of Beryl Markham, de Errol Trzebinski y publicada en 1993, el verdadero autor del libro fue su tercer esposo, el escritor fantasma y periodista Raoul Schumacher. Trzebinski también señaló que Houghton Mifflin Harcourt le pagó un adelanto a Beryl Markham para un libro sobre un famoso jockey internacional, Tod Sloan, que tendría que escribir Raoul Schumacher. Aparentemente, Schumacher nunca lo escribió, por lo que Markham debió hacerlo sola: el resultado fue un manuscrito que el editor rechazó porque "no valía nada" y porque "no provenía de la misma persona que había escrito West with the Night. Trzebinski, unos años antes, había declarado en una entrevista con Shlachter que solamente una mujer podría haber escrito las memorias. 
En su biografía de Markham, Straight On Till Morning, la autora Mary S. Lovell, que la había visitado en Nairobi y la había entrevistado poco antes del fallecimiento de Markham, discute la declaración de que Schumacher ha hecho contribuciones significativas en West with the Night. A partir de sus investigaciones, Lovell concluyó diciendo que Markham era la única autora, aunque Schumacher había editado el manuscrito; además, Lovell acredita a Antoine de Saint Exupéry, otro de los amantes de Markham, como la inspiración detrás del lenguaje claro y elegante y el estilo narrativo.

## Legado
La Unión Astronómica Internacional le ha puesto el nombre de Markham al impacto de un cráter en el planeta Venus.